# Sel del Tojo
Sel del Tojo es un barrio de Alceda que se encuentra en el municipio de Corvera de Toranzo (Cantabria, España). En el año 2016 contaba con una población de 23 habitantes (INE). La localidad se encuentra a 382 metros de altitud sobre el nivel del mar, y a 6,5 kilómetros de la capital municipal, San Vicente de Toranzo.